# ديلاني شنيل
ديلاني شنيل (مواليد 21 ديسمبر 1998) هي لاعبة غطس أمريكية، حصلت على الميدالية الفضية في منافسات 10 متر متزامن سيدات في الألعاب الأولمبية الصيفية 2020.